# 曹大咸
曹大咸（1555年—1613年），字元和，號翼野，湖廣荊州府江陵縣人，民籍，明朝政治人物。

## 生平
萬曆十年（1582年）壬午科湖廣鄉試七十一名，萬曆十四年（1586年）丙戌科會試二百三十二名，登三甲第一百七十二名進士。通政司观政，授淮安府鹽城知縣，十七年六月調山陽知縣，十九年同考應天府鄉試，二十年舉卓异，入为工科给事中，以就养请告归。二十二年丁母憂，服闋，二十五年補禮科給事中，巡视京营，因赵南星事而贬官柳州府经历，二十七年京察闲住。享年五十有九。

## 家族
曾祖曹琇；祖父曹炳；父曹文斗，號岳麓，曾任生員。母徐氏。慈侍下。兄大濩（生员）、大章（卫辉府司訓）、大夏（增生）、大雅、大渊。